# Сухі ліси долини Кауки
Сухі ліси долини Кауки (ідентифікатор WWF: NT0207) — неотропічний екорегіон тропічних та субтропічних сухих широколистяних лісів, розташований в Колумбійських Андах.

## Географія
Екорегіон сухих лісів долини Кауки простягається вузькою смугою уздовж річки Каука, яка бере початок у горах Колумбійського масиву на півдні Колумбії, тече майже 1000 км на північ та впадає у річку Магдалена. Міжгірська долина Кауки із заходу оточена горами Кордильєри-Оксиденталь або Західного хребта, а зі сходу — горами Кордильєри-Сентраль або Центрального хребта. Її висота коливається від 200 до 1700 м над рівнем моря. З усіх боків сухі ліси долини Кауки оточені більш вологими гірськими лісами долини Кауки, які вкривають навколишні гірські хребти Колумбійських Анд.

## Клімат
В межах екорегіону переважає мусонний клімат (Am за класифікацією кліматів Кеппена) або саванний клімат (Aw за класифікацією Кеппена). Оскільки навколишні гірські хребти Колумбійських Анд формують дощову тінь, опадів у долині Кауки випадає менше, ніж у навколишніх горах. Середньорічна кількість опадів тут не перевищує 1000 мм.

## Флора
В межах екорегіону зустрічаються різні рослинні угруповання, зокрема сухі ліси та рідколісся, прибережні ліси, склерофітні чагарники та водно-болотні угіддя. Історично рослинність долини Кауки була переважно представлена сухими тропічними лісами, дерева у яких скидали листя під час посушливого сезону. Ці ліси перемежовувалися ділянками вічнозелених сухих лісів та сухих чагарників, а вздовж річки Каука простягалися галерейні ліси. По обидва боки долини, у передгір'ях Західного та Центрального хребтів сухі ліси поступалися місцем вологим гірським лісам.
Більша частина природної рослинності в екорегіоні була знищена внаслідок людської діяльності та замінена сільськогосподарськими угіддями. У вторинних лісах регіону зустрічаються різні види цекропій (Cecropia spp.), цеструмів (Cestrum spp.), кротонів (Croton spp.), інг (Inga spp.), ізертій (Isertia spp.), трем (Trema spp.) та вісмій (Vismia spp.).

## Фауна
Серед поширених в екорегіоні ссавців слід відзначити американську мазаму (Mazama americana), ошийникового пекарі (Dicotyles tajacu), рудого ревуна (Alouatta seniculus), майконга-крабоїда (Cerdocyon thous), ракуна-крабоїда (Procyon cancrivorus), малу капібару (Hydrochoerus isthmius), центральноамериканського агуті (Dasyprocta punctata), рудохвосту вивірку (Sciurus granatensis), південного опосума (Didelphis marsupialis), дев'ятипоясного броненосця (Dasypus novemcinctus) та північного тамандуа (Tamandua mexicana). Серед поширених в регіоні плазунів слід відзначити крокодилового каймана (Caiman crocodilus), звичайну ігуану (Iguana iguana), сан-антонійського аноліса (Anolis antonii) та звичайного удава (Boa constrictor).
Серед птахів, поширених в сухих лісах і чагарниках екорегіону, слід відзначити чубату перепелицю (Colinus cristatus), коричневого талпакоті (Columbina talpacoti), колібрі-рубіна (Chrysolampis mosquitus), колумбійську амазилію-берила (Saucerottia saucerottei), синьохвостого колібрі-білогуза (Chalybura buffonii), великодзьобого канюка (Rupornis magnirostris), панамського папугу-горобця (Forpus conspicillatus), сірогорлого пію (Synallaxis brachyura), світлогорлого мухоїда (Tolmomyias sulphurescens), синьоброву паю (Cyanocorax affinis), плямистоволого поплітника (Pheugopedius sclateri), західну гутураму (Euphonia laniirostris) та червону тапірангу (Ramphocelus dimidiatus). Ендеміками екорегіону є сірі добаші (Picumnus granadensis) та антиоквіанські заросляки (Thryophilus sernai), а майже ендемічними його представниками — колумбійські чачалаки (Ortalis columbiana), білогруді свіфти (Cypseloides lemosi), колумбійські копетони (Myiarchus apicalis) та чагарникові танагри (Stilpnia vitriolina).

## Збереження
Оцінка 2017 року показала, що 44 км², або 1 % екорегіону, є заповідними територіями. Природоохоронні території включають Природний заповідник Лагуна-де-Сонсо.